# 히가시카즈미촌
히가시카즈미촌(東加積村)은 도야마현 나카니카와군에 있던 촌이다. 현재의 나메리카와시에 해당한다.

## 역사
- 1889년 4월 1일 - 정촌제 시행에 의해 가미니카와군 히가시카즈미촌이 성립하였다.
- 1897년 4월 1일 - 군 개편에 의해 가미니카와군에서 분립해 나카니카와군이 성립하여 나카니카와군에 소속되었다.
- 1953년 11월 1일 - 나메카와 정·나카카쓰미촌·나카카쓰미촌·사이카쓰미 촌·기타카쓰미 촌·빈카쓰미 촌·하야스키카쓰미 촌이 합병해 나메카와 정이 성립하였다.

## 참고문헌
- 『市町村名変遷辞典』東京堂出版、1990年。